# Jiří Kladníček
Jiří Kladníček (* 19. října 1932 Zlín) je bývalý komunální politik. V roce 1990 byl předsedou MěNV Zlín.
Před rokem 1989 pracoval jako bezpečnostní technik na generálním ředitelství Českých závodů gumárenských a plastikářských. Do funkce předsedy Městského národního výboru ve Zlíně byl jako nestraník zvolen dne 9. ledna 1990. Za jeho působení začaly do samosprávy Zlína znovu pronikat demokratické principy a začala postupná obměna zaměstnanců úřadu. Dne 24. listopadu 1990 se konaly řádné komunální volby, jimiž celostátně skončila téměř půlstoletá činnost národních výborů všech stupňů a obnovila se činnost městských a obecních úřadů. Funkční období posledního předsedy MěNV Zlín skončilo zvolením prvního zlínského primátora dne 11. prosince 1990.